# Ron Yuan
Ronald Winston Yuan (nacido el 20 de febrero de 1973) es un actor estadounidense, actor de voz, artista marcial, director de acción, director y coreógrafo de acrobacias. Es conocido por sus papeles en Sons of Anarchy, Prison Break, Golden Boy y CSI: Nueva York. Ha actuado en numerosas películas, incluido el protagonista de un conjunto como el sargento Qiang en la adaptación de acción en vivo de Disney, Mulan. También proporcionó la voz del Sargento Fideltin Rusk en la serie de videojuegos Star Wars: The Old Republic y la de Scorpion en Mortal Kombat 11.

## Biografía

### Primeros años
Yuan nació en la Nueva York, Nueva York, hijo de Theresa y Joseph Yuan, y hermano del actor Roger Yuan.

### Carrera

#### Películas
Yuan apareció en la secuela del Día de la Independencia de Roland Emmerich, Día de la Independencia: Contraataque, interpretando a Yeong, el principal ingeniero de armas. Antes de eso, Yuan apareció en la película El Contador (dirigida por Gavin O'Connor), con Ben Affleck, J. K. Simmons y Anna Kendrick, interpretando a un renuente maestro de Silat. Yuan tuvo un cameo en La Venganza de los Dragones Verdes de Martin Scorsese, dirigida por Andrew Lau (Asuntos infernales) y Andrew Loo, interpretando al temido líder del notorio BTK. Yuan también se unió a Francesca Eastwood y Annie Q en Cardinal X, producida por Richard Bosner (Estación Fruitvale) y Cassian Elwes en una película semiautobiográfica de la directora primeriza Angie Wang basada en un estudiante de primer año de la universidad en la década de 1980 que se convierte en un fabricante y distribuidor experto de éxtasis.
Yuan también tuvo giros memorables en las películas de éxito El arte de la guerra, Rápidos y Furiosos, De la Cuna a la Tumba, Puños Mortales y Red Dawn.

#### Televisión
Yuan era una personaje habitual en el programa de Netflix, "Marco Polo" de The Weinstein Company creado por John Fusco. Yuan interpreta al príncipe Nayan, un descendiente de Genghis Khan de ojos ardientes. Nayan es un cristiano convertido que gobierna toda Manchuria y cuyas acciones vigiladas de cerca afectarán el control de Asia por parte de Kublai.
Yuan también apareció en el exitoso programa de Jon Bokenkamp "The Blacklist" como el misterioso Blacklister Quon Zhang. Yuan también fue visto en la última temporada de "Sons of Anarchy" como el intenso e impredecible Ryu Tom. Yuan interpretó al teniente duro Peter Kang en la breve serie de CBS "Golden Boy" de Nicholas Wootton y Greg Berlanti. Yuan también tuvo apariciones especiales recientes en los programas de televisión "Castle" y "Justified". Yuan también interpretó al icónico personaje japonés Scorpion para el secreto Mortal Kombat X "Generations" de Warner Bros.
En el pasado, Yuan fue elegido para un papel principal en el piloto de HBO "All Signs of Death" junto a Ben Whishaw, dirigida por Alan Ball (True Blood). Yuan recientemente tuvo arcos de personajes en "Touch" de FOX junto a Keifer Sutherland creado por Tim Kring (Heroes), "Awake" de NBC junto a Jason Isaacs y el piloto de FOX "Exit Strategy" con Ethan Hawke dirigido por Antoine Fuqua (Training Day).
Yuan también tuvo giros memorables en otras series de éxito "Prison Break", "CSI: Nueva York", "24", "Burn Notice", "NCIS: LA", "Pushing Daisies" y "Entourage".

#### Voz de videojuegos
Yuan también ha sido la voz detrás de los principales videojuegos o juegos de computadora como Call of Duty-Black Ops 2, Halo, Star War's Old Republic, Resident Evil, Mortal Kombat 11, World of Warcraft, Medal of Honor, Army of Two, Guild Wars 2, Deus Ex , Drake's Uncharted y muchos más.

#### Dirección de acción y coreografía
Yuan diseñó las secuencias de lucha y también fue detrás de cámara como director de acción de "Wild Card" de Steve Chasman/Jason Statham con guion de William Goldman y dirigido por Simon West. Yuan acaba de terminar de diseñar y dirigir la acción de la popular franquicia de acción Taiwanesa/China/Internacional "PiZi Ying Xiong 2" (Blanco y Negro 2) filmada íntegramente en Taiwán.

#### Dirección y escritura
Ha dirigido y escrito varios cortometrajes hasta el momento, incluidos Lollipops (2009), Three Bullets (2009) (protagonizada por Michael Jai White) y Tea and Remembrance (2009), protagonizada por él mismo y Marie Matiko. Actualmente está trabajando en un proyecto de largometraje titulado "Unspoken" protagonizado por Russell Wong, Brian Tee, Will Yun Lee e Ian Anthony Dale.
Más tarde, Yuan dirigió Step Up: Year of the Dance, una película de danza china de la franquicia Step Up.

## Filmografía

### Películas
| Año  | Película                                                 | Papel                      | Notas                              |
| ---- | -------------------------------------------------------- | -------------------------- | ---------------------------------- |
| 1991 | Ring of Fire                                             | Li                         |                                    |
| 1992 | Street Crimes                                            | Jimmy                      | Acreditado como Ron Winston Yuan   |
| 1993 | Ring of Fire II: Blood and Steel                         | Han Lo                     | Vídeo                              |
| 1993 | To Be the Best                                           | Han Lo                     | Vídeo                              |
| 1994 | Bloodfist V: Human Target                                | Sam                        | Vídeo                              |
| 1994 | Vanishing Son III                                        | Caballero Rosa #1          | Película de Televisión             |
| 1994 | Vanishing Son IV                                         | Caballero Rosa #2          | Película de Televisión             |
| 1994 | Double Dragon                                            | Ninja Furioso              |                                    |
| 1994 | Deadly Target                                            | Lucky                      |                                    |
| 1995 | The Adventurers                                          | Paul                       |                                    |
| 1995 | Jade                                                     | Técnico                    |                                    |
| 1996 | White Tiger                                              | Severin                    | Acreditado como "Ron Winston Yuan" |
| 1996 | Night Hunter                                             | Hashimoto                  | Acreditado como "Ron Winston Yuan" |
| 1996 | Tiger Heart                                              | Johnny                     |                                    |
| 1997 | Drive                                                    | Razor Scarred              |                                    |
| 1997 | Faking' Da Funk                                          | Camarero Chino             |                                    |
| 1999 | Godzilla 2000: Millennium                                | Katagiri                   | Solo voz                           |
| 2000 | Peligro en las profundidades                             | Chin Li                    |                                    |
| 2000 | El arte de la guerra                                     | Ming                       |                                    |
| 2001 | Golden Dreams                                            | El Hombre Chino            | Cortometraje                       |
| 2001 | Shaolin Soccer                                           | Árbitro                    | Solo voz                           |
| 2001 | Three Blind Mice                                         | Hombre vietnamita #3       | Película de televisión             |
| 2001 | Longshot                                                 | Amigo #4                   |                                    |
| 2002 | Kung Pow! Enter the Fist                                 | Luchador de Pandillas #2   |                                    |
| 2003 | De la Cuna a la Tumba                                    | Tecnología Láser           |                                    |
| 2003 | Timecop 2: The Berlin Decision                           | Ling                       | Vídeo                              |
| 2003 | Ella Enchanted                                           | Guardia Rojo               | Sin acreditar                      |
| 2005 | Color Blind                                              | Narcotraficante            |                                    |
| 2005 | Forbidden Warrior                                        | Lank                       |                                    |
| 2006 | Fifty Pills                                              | El Hombre de Seúl          |                                    |
| 2006 | Undoing                                                  | Chang                      |                                    |
| 2007 | Baby                                                     | Tommy                      |                                    |
| 2007 | Adventures of Johnny Tao                                 | Lee Chang                  |                                    |
| 2008 | Chandani Chowk To China                                  | Inspector Chiang           | Bollywood                          |
| 2008 | American Crude                                           | El Guardia                 |                                    |
| 2008 | Mask of the Ninja                                        | Kunio                      | Película de televisión             |
| 2008 | 6th and Santa Fe                                         | Actor                      | Cortometraje                       |
| 2009 | Rápidos y Furiosos 4                                     | David Park                 |                                    |
| 2009 | From Mexico With Love                                    | Joe Scar                   | Cameo                              |
| 2009 | Tea and Remembrance                                      | El Hombre Solitario        |                                    |
| 2009 | Blood and Bone                                           | Teddy D                    |                                    |
| 2010 | The Godmother                                            | Danny Wu                   | Cortometraje                       |
| 2010 | Cinder                                                   |                            | Cortometraje                       |
| 2010 | The New Adventures of Johnny Karate and Golden Delicious | Narrador                   | Cortometraje                       |
| 2010 | All Signs of Death                                       | Po Sin                     |                                    |
| 2011 | Shanghai Hotel                                           | Sharkman                   |                                    |
| 2012 | The Girl from the Naked Eye                              | Simon                      |                                    |
| 2012 | Mission Chinese                                          | Maestro Gánster            | Cortometraje                       |
| 2012 | Red Dawn                                                 | El Secretario              | Sin Acreditar                      |
| 2013 | Olympus Has Fallen                                       | Comando Encubierto         | Sin Acreditar                      |
| 2014 | Mall                                                     | Cop                        |                                    |
| 2014 | Revenge of the Green Dragons                             | Nacido Para Matar a Dai Lo |                                    |
| 2015 | Underdog Kids                                            | Marc Zuko                  |                                    |
| 2015 | Cardinal X                                               | Michael                    |                                    |
| 2016 | Black Salt                                               | Mamori Shiga               |                                    |
| 2016 | Black Thread                                             | Masanori Ozeki             |                                    |
| 2016 | El nacimiento del dragón                                 | Tony Yu                    |                                    |
| 2016 | El Contador                                              | Maestro Pencak Silat       |                                    |
| 2016 | Día de la Independencia: Contraataque                    | Yeong                      |                                    |
| 2020 | Mulan                                                    | Sargento Qiang             |                                    |
| 2022 | Blade of the 47 Ronin                                    | N/A                        | Director                           |
| 2023 | El Rey Mono                                              | Babbo                      |                                    |

### Televisión
| Año       | Serie                                 | Papel                         | Episodio - Papel - Nota |
| --------- | ------------------------------------- | ----------------------------- | --- |
| 1995      | Vanishing Son                         | Chico Loco 6                  | - Episodio - "Single Flame" - Sin acreditar |
| 1997      | The Pretender                         | Ken Watanabe                  | - Episodio - "Jaroldo!" - Acreditado como Ron Wintson Yuan |
| 1997      | Walker, Ranger de Texas               | Jiang Chu                     | - Episodio "Heart of the Dragon" - Acreditado como Ron Winston Yuan |
| 1997      | Pensacola: Alas de Oro                | Phan Van Tung                 | - Episodio "Past Sins" - Acreditado como Ron Winston Yuan |
| 1998      | Quinn, la mujer que cura              | Mr. Zou                       | - Episodio - "Life in the Balance" |
| 1999      | Martial Law                           | Dreads                        | Episodio - "how Sammo Got His Groove Back" - Sin acreditar |
| 1999      | L.A. Heat (serie de televisión)       | Marco                         | - Episodio - "Little Saigon" |
| 1998-1999 | Nash Bridges                          | Varios papeles                | Episodios y papeles - Crosstalk Drug Dealer -Darrell Change - Goodbye Kiss - Elliott Wong - Special Delivery - Secuaz #1                                                                              |
| 2000      | JAG                                   | Lee Kun-Tae                   | Episodio - The Bridge at Kang So Ri |
| 2000      | Son of the Beach                      | Johnny Tree                   | Episodio - With Sex You Get Eggroll |
| 2000      | The Fearing Mind                      | Frank Wong                    | Episodio - The Fortunate One |
| 1998-2001 | V.I.P. (serie de televisión)          | Varios papeles                | Episodios y papeles - Crouching Tiger, Hidden Val - El Actor (sin acreditar) - Magnificent Val - HIrata el Negro - Mao Better Blues - Lcky (Sin acreditar) - Vallery of the Dolls - Kazuo             |
| 2002      | Family Law (serie de televisión)      | Oficial Fox                   | - Episodio - "Children of a Lesser Dad" |
| 2002      | Alias                                 | Tipo de Materiales Peligrosos | - Episodio - "The Enemy Walks In" |
| 2002      | Robbery Homicide Division             | Vinh                          | - Episodio - "Life is Dust" |
| 2003      | The Agency (serieserie de televisión) | Reza Ghani/gunart Everwood    | - Episodio - "Debbie Does Djkarta" |
| 2003      | Black Sash (serie de televisión)      | Jing Li/Billy                 | Episodio y Papeles - The Prodigal Son - Jing Li - Pilot - Billy |
| 2004      | Boston Legal                          | Zhang Wu                      | - Personajes Cuestionables |
| 2005      | Monk                                  | Tommy Winn                    | - Mr. Monk Gets Cabin Fever - Sin acreditar |
| 2005      | Entourage                             | Chaing Chung                  | - Chinatown |
| 2005      | CSI: Nueva York                       | Doctor Evan Zao               | Episodios - Corporate Warriors - Zoo york - Grand Murder at Central Station - Summer in the City |
| 2005      | Sleeper Cell                          | Cornrow                       | Episodio - Family - Sin acreditar |
| 2007      | 24                                    | Miembro #1 del Equipo de Zhou | Episodios - Day 6: 2:00 a. m. - 3:00 a. m. - Day 6 3:00 a. m. - 4:00 a. m. |
| 2007      | Cold Case                             | Shinji Nakamura               | - Familia 8108 |
| 2008      | Pushing Daises                        | Chico Camarón                 | - Dim Some Lose Some |
| 2008      | Prison Break                          | Feng Huan                     | Episodios - Deal or No Deal - Selfless - Quiet Riot - The Price - Safe and Sound - Eagles and Angels                                                                                                  |
| 2010      | Burn Notice                           | Lee                           | Episodio - Fast Friends |
| 2010      | NCIS: Los Ángeles                     | Yosh                          | Episodios - Honor |
| 2010      | Touch                                 | Wember Hsu                    | Episodio - Entanglement |
| 2010      | Awake                                 | Solomon Kang                  | Episodio - Game Day |
| 2012      | Tron: Uprising                        | Solo voz                      | Episodio - Scars, Part 1 |
| 2013      | Golden Boy (serie de televisión)      | Teniente Peter Kang           | Episodios - Next Question - Beast of Burden - Longshot - Sacrifice - Atonement - Scapegoat - McKenzie on Fire - Just Say No - Vicious Cycle - Role Models - Young Guns - The Price of Revenge - Pilot |
| 2014      | Justified                             | Simon Lee                     | Episodio - A Murder of Crowes |
| 2014      | CCastle                               | Michio Saito                  | Episodio - The Way of the Ninja |
| 2014      | Hawaii Five-0                         | Al Mokuau                     | Episodio - Ke Kono Mamao Aku |
| 2015      | Mortal Kombat X: Generations          | Hanzo Hasashi / Escorpión     | Episodio - The Cursed Words |
| 2015      | We are Fathers                        | Qing Zhuo                     | Episodios - End of Jin - Enter the Tiger Den |
| 2016      | Marco Polo                            | Prince Nayan                  | Episodios Temporada 2 - Episodio 1 - Episodio 2 - Episodio 4 - Episodio 7 - Episodio 8 - Episodio 10                                                                                                  |

### Videojuegos
| Año  | Videojuego                                                  | Papel                                                | Nota  |
| ---- | ----------------------------------------------------------- | ---------------------------------------------------- | ----- |
| 2004 | Wrath Unleashed                                             | Epothos                                              | [ 3 ] |
| 2004 | Las Crónicas de Riddick: Fuga de Butcher Bay                | Matthies, Monstruo, Wpminer                          |       |
| 2004 | GoldenEye: Agente Corrupto                                  |                                                      |       |
| 2005 | SWAT 4                                                      | Hombre Sospechoso #1, Lian Niu, Simon Gowan          | [ 3 ] |
| 2005 | 50 Cent: Bulletproof                                        | Triad                                                |       |
| 2006 | SWAT 4                                                      | Sospechoso Masculino 1, Andrew Norman                |       |
| 2006 | Full Spectrum Warrior: Ten Hammers                          | Sargento Williams                                    |       |
| 2007 | Def Jam: Icon                                               | Narrador                                             |       |
| 2007 | Command & Conquer 3: Tiberium Wars                          | Doctor Takeda                                        |       |
| 2007 | Spider-Man 3                                                | Matón de Cola de Dragón, Voces Adicionales           |       |
| 2007 | Guild Wars: Eye of the North                                | Capitán                                              |       |
| 2007 | TimeShift                                                   | Comandante de la Policía 3                           |       |
| 2008 | Speed Racer: El Videojuego                                  | Kakoii Teppodama                                     | [ 3 ] |
| 2008 | Command & Conquer: Red Alert 3                              | Príncipe Heredero Tatsu                              |       |
| 2009 | Command & Conquer: Red Alert 3 – Uprising                   | Príncipe Heredero Tatsu                              |       |
| 2009 | Prototype                                                   | Comandante                                           |       |
| 2009 | Indiana Jones y el Cetro de los Reyes                       | Tong Thug                                            | [ 3 ] |
| 2009 | Wet                                                         | Niño Rata, Doctor Afro                               | [ 3 ] |
| 2010 | Army of Two: The 40th Day                                   | Wu                                                   |       |
| 2010 | Socom U.S. Navy Seals: Fireteam Bravo 3                     |                                                      |       |
| 2010 | Alpha Protocol                                              | Omen Deng / Triads                                   | [ 3 ] |
| 2010 | Medal of Honor                                              | Bagram N.C.O. / SPC. Song                            |       |
| 2010 | Fallout: New Vegas                                          | Ignacio / Tommy Torini ? Paladain Ramos / Otros      |       |
| 2011 | Spider-Man: Edge of Time                                    | Voces Adicionales                                    |       |
| 2011 | Uncharted 3: La traición de Drake                           | Personajes Multijugador                              | [ 3 ] |
| 2011 | Saints Row: The Third                                       | Voces de Peatones y Personajes                       |       |
| 2011 | Star Wars: The Old Republic                                 | Sargento Rusk                                        | [ 3 ] |
| 2012 | Sleeping Dogs                                               | Señor Chow / Ponytail, Señor Tong, Voces Adicionales | [ 3 ] |
| 2012 | Guild Wars 2                                                | PC Charr Hombre                                      |       |
| 2012 | Resident Evil 6                                             | BSAA                                                 | [ 3 ] |
| 2012 | Nightmare in North Point                                    | Dogeyes                                              |       |
| 2012 | Halo 4                                                      | Varias Voces                                         |       |
| 2012 | Call of Duty: Black Ops II                                  | Comando Chino                                        |       |
| 2013 | Star Wars: The Old Republic - Rise of the Hutt Cartel       | Sargento Rusk                                        |       |
| 2013 | Saints Row IV                                               | Las Voces de Virtual Steepport                       |       |
| 2013 | Battlefield 4                                               | Varias Voces                                         |       |
| 2014 | The Elder Scrolls Online                                    | Varias Voces                                         |       |
| 2014 | World of Warcraft: Warlords of Draenor                      | Varias Voces                                         |       |
| 2014 | Star Wars: The Old Republic - Shadow of Revan               | Sargento Rusk                                        |       |
| 2015 | Guild Wars 2: Heart of Thorns                               | PC Charr Hombre                                      |       |
| 2015 | Call of Duty: Black Ops 3                                   | Voces Adicionales                                    |       |
| 2015 | Star Wars: The Old Republic - Knights of the Fallen Empire  | Fideltin Rusk                                        |       |
| 2016 | Star Wars: The Old Republic - Knights of the Eternal Throne | Voces Adicionales                                    |       |
| 2019 | Mortal Kombat 11                                            | Escorpión                                            | [ 4 ] |